# Laguna Seca (Suchitepéquez)
A  Laguna Seca (Suchitepéquez) é um lago localizado na Guatemala. Localiza-se no departamento de Suchitepéquez, Município de Cuyotenango.